# تومويوكي ساكاي
تومويوكي ساكاي (酒井 友之) (ولد 29 يونيو 1979) هو لاعب كرة قدم ياباني، شارك في دورة الألعاب الأولمبية الصيفية سنة 2000 في سيدني، أستراليا.

## وصلات خارجية
- تومويوكي ساكاي على موقع الاتحاد الدولي (مؤرشف)  (الإنجليزية)
- تومويوكي ساكاي على موقع رابطة كرة القدم اليابانية للمحترفين (اليابانية)
- تومويوكي ساكاي على موقع قاعدة بيانات كرة القدم.إي يو (الإنجليزية)
- تومويوكي ساكاي على موقع ناشيونال فوتبول تيمز (الإنجليزية)
- تومويوكي ساكاي على موقع Soccerway.com (الإنجليزية)
- تومويوكي ساكاي على موقع عالم كرة القدم.نت (الإنجليزية)
- تومويوكي ساكاي على موقع أوليمبيديا (الإنجليزية)